# Bahnhof Laroche-Migennes
Der Bahnhof Laroche-Migennes ist ein Bahnhof der Bahnstrecke Paris–Lyon–Marseille–Saint-Charles in Migennes in der Nähe von Laroche-Saint-Cydroine im Département Yonne in der Region Bourgogne-Franche-Comté in Frankreich.
Er wurde am 12. August 1849 von der Compagnie du chemin de fer de Paris à Lyon in Betrieb genommen. Heute ist es ein Bahnhof der nationalen französischen Eisenbahngesellschaft (SNCF).

## Lage
Der 87 m. ü. M. Bahnhof befindet sich am Kilometerpunkt 154,874 der Strecke Paris-Lyon-Marseille zwischen den Personenbahnhöfen Joigny und Saint-Florentin-Vergigny. Es handelt sich um einen Knotenpunkt der Bahnstrecke Laroche–Migennes à Cosne, die es insbesondere ermöglicht, den Bahnhof von Auxerre-Saint-Gervais zu erreichen.
Seine Lage auf halber Strecke zwischen Paris und Dijon entsprach der Reichweite der damaligen Dampflokomotiven. Seine Funktion als Bahnbetriebswerk bestimmte die Bedeutung dieser Station weit mehr als die Größe der bedienten Städte. Der Bahnhof und seine Aktivitäten standen am Anfang der Entwicklung der Stadt Migennes mit bedeutenden Bevölkerungsandrang.

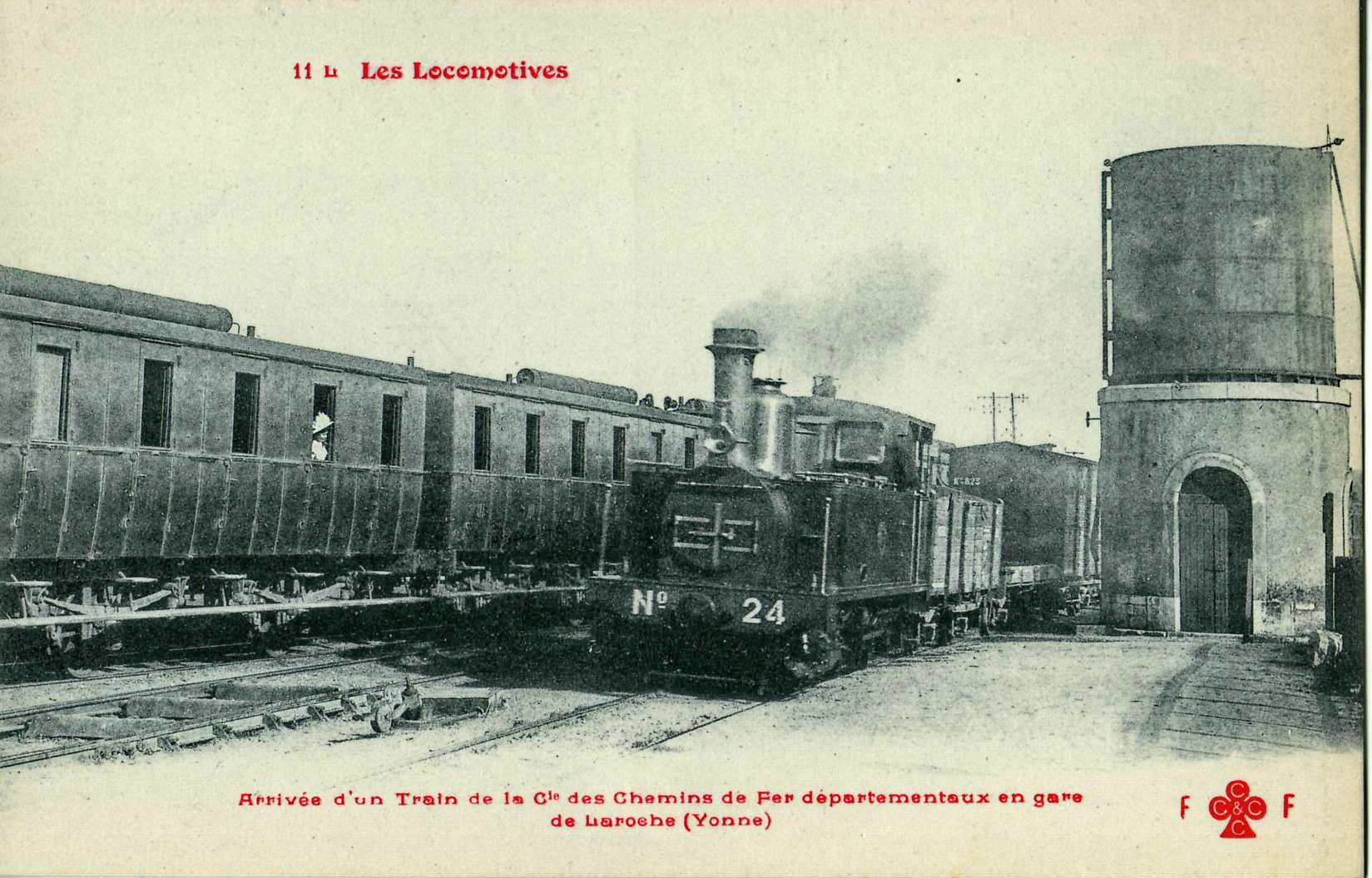
Tacot du Serein am Bahnhof Laroche-Migennes

Von 1887 bis 1951 begann am Bahnhof auch der Tacot du Serein, eine Meterspur-Bahn nach L'Isle-sur-Serein, die von der Compagnie de chemins de fer départementaux betrieben wurde.

## Bau und Inbetriebnahme
Infolge der finanziellen Schwierigkeiten der Eisenbahngesellschaft von Paris nach Lyon musste der Staat nach der Revolution von 1848 die Strecke von Paris nach Lyon übernehmen und das Werk vollenden.
Das Bahnhofsgebäude ist das Werk des Architekten François-Alexis Cendrier, der auch viele andere Stationen des Unternehmens PLM gebaut hat.
Der Bahnhof wurde am 12. August 1849 unter dem Namen „Gare de La Roche“ in Betrieb genommen, als der Abschnitt der Strecke Paris–Tonnerre vom Staat eröffnet wurde, der die Strecke nach Abschluss der Arbeiten 1852 an die Eisenbahngesellschaft Paris-Lyon (PL) übergab. Der Bahnhof wurde von der Compagnie des chemins de fer de Paris à Lyon et à la Méditerranée (PLM) übernommen, als diese 1857 gegründet wurde.

## Bahnbetriebswerk

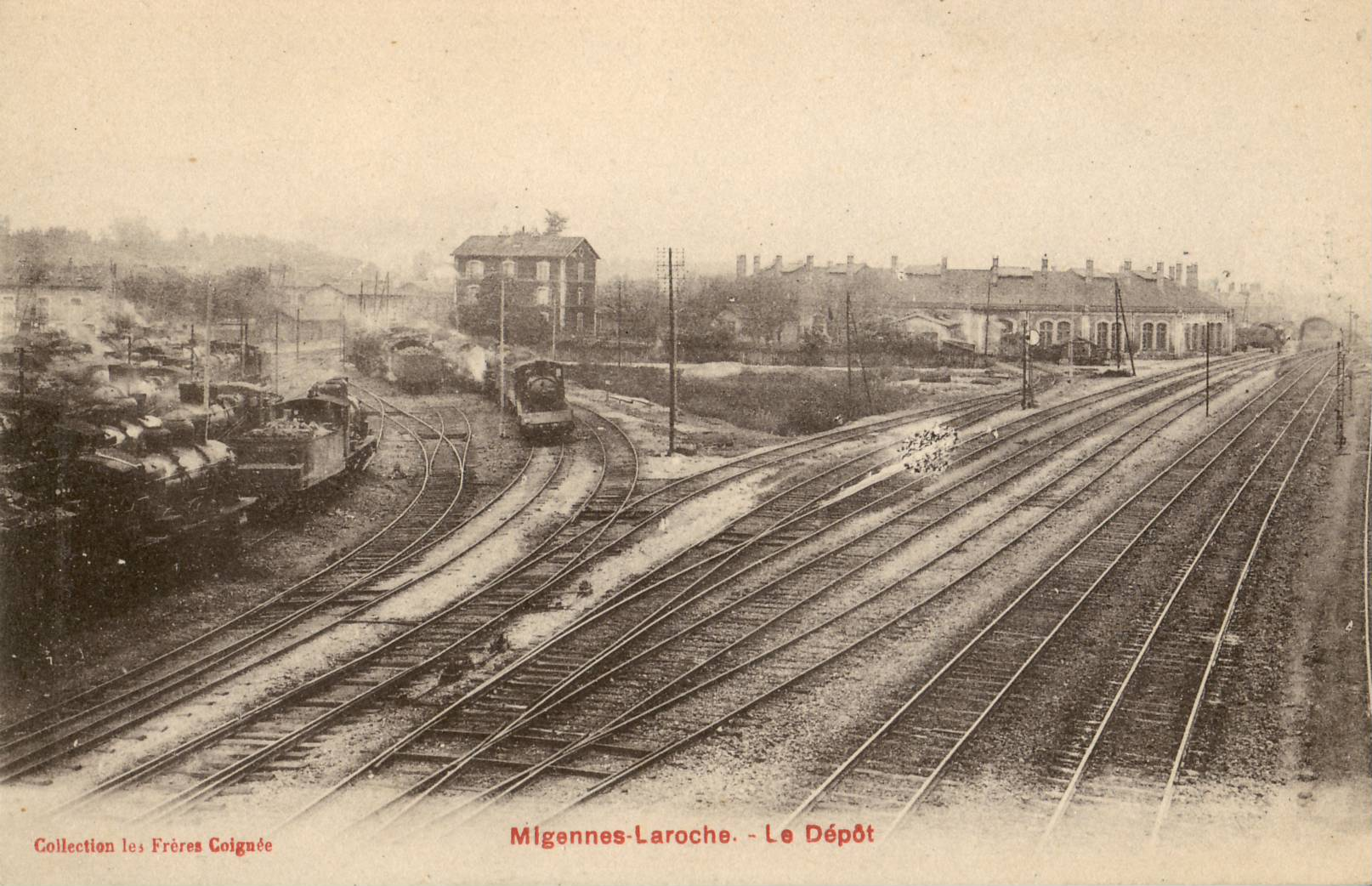
Bahnbetriebswerk, vor dem Ersten Weltkrieg

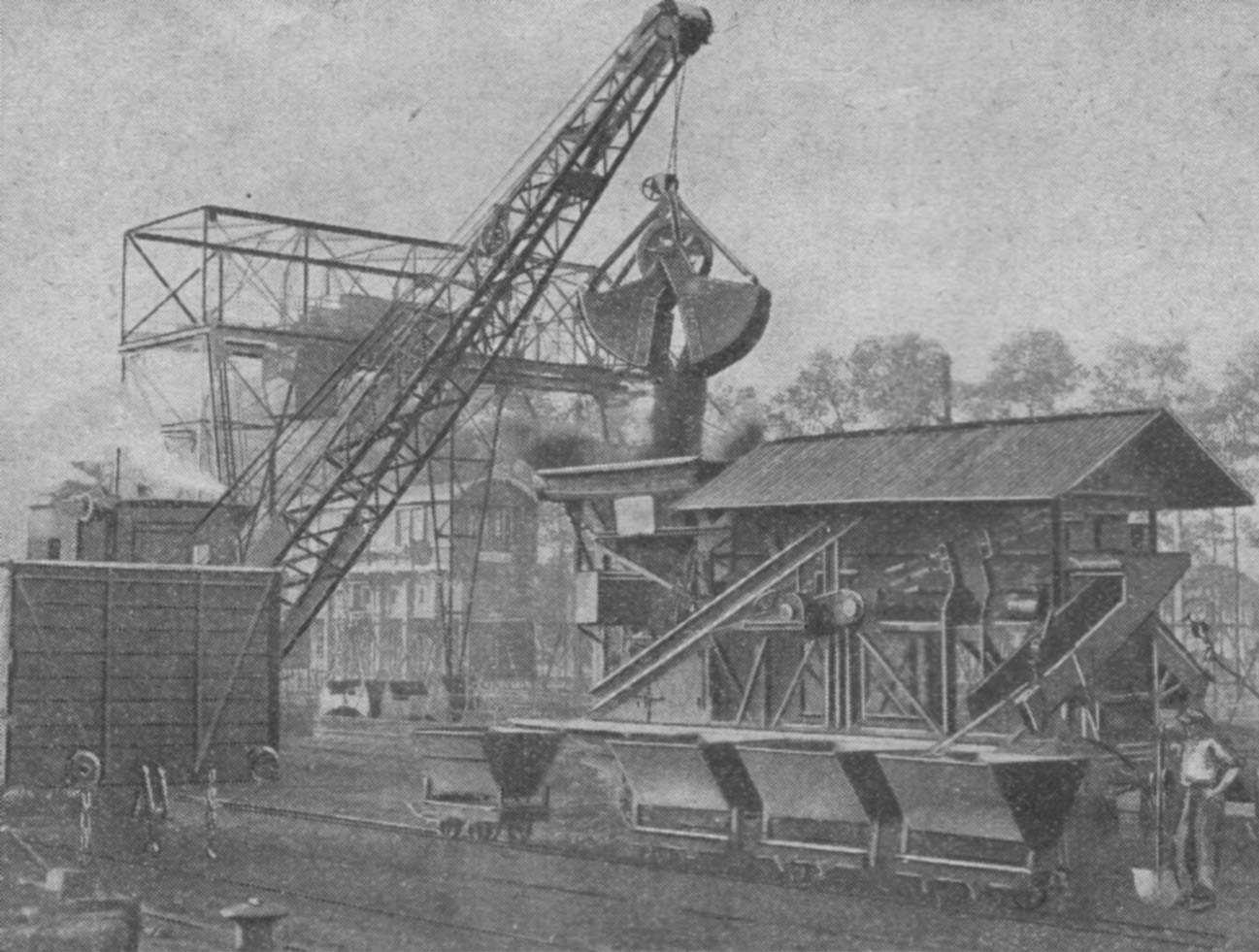
Bekohlungsanlage mit Dampfkran, Rüttelsieb und 550-mm-Decauville-Kipploren, Januar 1930

Um den reibungslosen Betrieb von Schnell- und Expresszügen zu gewährleisten, wurde darauf geachtet, dass die Lokomotiven, die diese Züge zogen, mit hochwertigen, staubfreien Brennstoffen versorgt wurden. Ein modernes Verfahren wurde im Januar 1930 im Bahnbetriebswerk Laroche eingeweiht. Die Siebung erfolgte mechanisch mit Hilfe eines Rüttelsiebs anstelle der sonst üblichen manuellen Siebung mithilfe von Kohlengabeln.
Die Siebmaschine bestand im Wesentlichen aus einem Sieb, das durch eine Hin- und Herbewegung angetrieben wurde. Der zu siebende Brennstoff wurde in einem trichterförmigen Kasten deponiert, an dessen unterem Teil ein Förderband vorbeigeführt wurde, das die Kohle zum oberen Teil des Apparates förderte, von wo sie auf das Sieb fiel.
Hier begann die eigentliche Siebung. Das Sieb verrichtete durch die Vibrationen, die durch einen Elektromotor auf das Sieb übertragen wurden, die gleiche Arbeit wie der Köhler mit seiner Gabel: die großen Stücke wurden in einen Schacht geführt, von wo sie auf eine Rutsche fielen, während die kleinen Stücke und der Staub, die durch das Sieb hindurchgehen, auf eine schiefe Ebene fielen, die durch den gleichen Antrieb wie das Sieb hin- und herbewegt wurde. Von dieser schiefen Ebene fiel der Staub durch einen zweiten Schacht, der auf der anderen Seite des Siebs angeordnet war, aus der Maschine.
Die Siebmaschine war beweglich auf einem Wagenrahmen montiert. Der Durchsatz dieses Siebes war so groß, dass zur Beschickung des Aufnahmekastens ein Dampfkran mit einem Zweischalengreifer eingesetzt werden musste. Dieser Kran wurde auf Schienen in der Nähe der Siebmaschine aufgestellt, um die Kohle aus einem Wagen oder aus dem Bunker, der sich auf dem Hof in der Nähe der Siebanlage befand, zu fördern.
Die gesiebte Kohle wurde in Decauville-Kipploren auf Schmalspurgleisen mit 550 mm Spurweite gefüllt, die schnell zur Entladestelle geschoben werden konnten. Diese Methode des Siebens führte zu einer erheblichen Arbeitsersparnis und machte die mühsame Arbeit des Gabelsiebens überflüssig. Während ein Mann an einem Acht-Stunden-Tag etwa 19 Tonnen mit einer Kohlengabel sieben konnte, betrug der mit dem Schüttelsieb erzielte Durchsatz 41 Tonnen pro Mann und Tag. Fünf Männer, darunter ein Dampfkranführer, waren mit dem Betrieb und der Wartung der Siebanlage beschäftigt. Daraus ergibt sich ein Ausstoß von mehr als 200 Tonnen pro Acht-Stunden-Tag. Solche Siebanlagen waren daher nur für die großen Bahnbetriebswerke interessant, in denen die Lieferungen von Brennstoff 200 Tonnen pro Tag überstieg.

## Betrieb
Am Vorabend des Zweiten Weltkriegs wurde der Bahnhof zum drittgrößten Bahnbetriebswerk Frankreichs, dem 1.500 Eisenbahner zugewiesen wurden. Zwei der drei Ringlokschuppen wurden zusammen mit zahlreichen Einrichtungen bei den Bombenangriffen im Sommer 1943 zerstört.
Das Ende der Dampfloktraktion und dann die Inbetriebnahme der Südost-Hochgeschwindigkeitsstrecke 1981 zwischen Paris und Lyon waren die Ursache für den Rückgang der bisherigen Eisenbahnaktivitäten.
Bis zum 14. Dezember 2008 wurde der Bahnhof von der Ligne R du Transilien vom Bahnhof Paris-Gare-de-Lyon aus sowie vom Bahnhof Melun und vom Bahnhof Marseille-Saint-Charles aus bedient.
Bis zum 10. Dezember 2011 wurde er seit 1999 auch von einem TGV Melun Yonne Méditerranée bedient, der zwischen Melun und Marseille-Saint-Charles verkehrte.
Die Fahrgastzahlen sind rückläufig: 2016 wurde der Bahnhof nach Schätzungen der SNCF jährlich von 369.374 Fahrgästen genutzt, 2015 aber noch von 372.308 Fahrgästen und 2014 sogar noch von 401.315 Fahrgästen.